# Кањи Дол
Кањи Дол (словен. Kanji Dol, итал. Canidol) је насељено место у општини Идрија, регија Горишка, Словенија.

## Историја
До територијалне реорганизације у Словенији био је у саставу старе општине Идрија.

## Становништво
У попису становништва из 2011. године, Кањи Дол је имао 12 становника.
| Број становника према пописима | Број становника према пописима | Број становника према пописима |
| ------------------------------ | ------------------------------ | ------------------------------ |
| 1991                           | 2002                           | 2011                           |
| 18                             | З                              | 12                             |

- Ознака З представља заштићене податке